# Plataforma digital

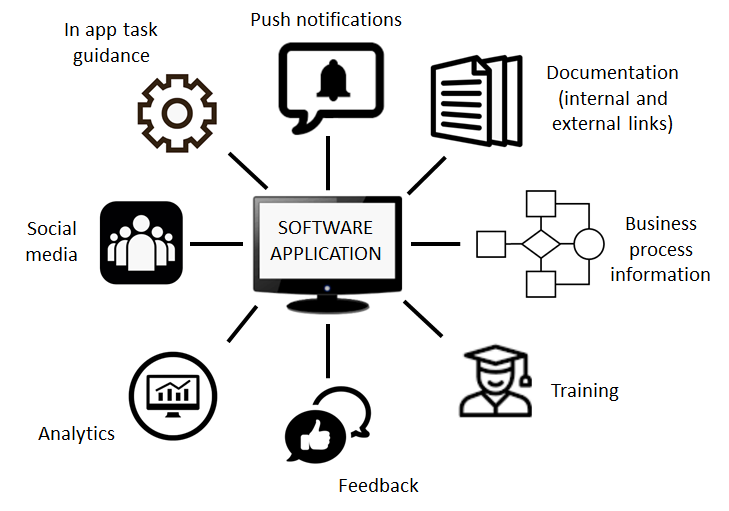
Componentes típicos de una plataforma digital.

Una plataforma digital es un lugar de Internet, portal o cibersitio, que sirve para almacenar diferentes tipos de información tanto personal como a nivel de negocios. Estas plataformas funcionan con determinados tipos de sistemas operativos y ejecutan programas o aplicaciones con diferentes contenidos, como pueden ser juegos, imágenes, texto, cálculos, simulaciones y vídeo, entre otros, que se pueden considerar agrupados en una colección de herramientas y servicios que una organización utiliza para desarrollar una estrategia digital.
Las plataformas digitales también se pueden concebir como sistemas que pueden ser programados y personalizados por desarrolladores externos, como los usuarios, y de esta forma pueden ser adaptados a innumerables necesidades y asuntos que ni siquiera los creadores de la plataforma original habían contemplado, resultando un tipo de redes sociales, lo que permite mantener el contacto con amigos, familiares, usuarios en general, lo que incentiva la participación y su uso.

## Definición
Las plataformas digitales se han posicionado en el ámbito virtual a través del inicio de la Web 2.0, que definió nuevas alternativas sobre el uso de la plataforma web para trabajo colaborativo. Mediante la nueva interacción entre usuarios y los sistemas virtuales, se han difuminado las plataformas digitales dando origen a la diversidad de sitios web que soporta esta línea de trabajo virtual. 
Es importante tener en cuenta que mediante las plataformas digitales, independientemente del enfoque de cada una de ellas, es posible gestionar contenidos y realizar una gran variedad de actividades a través de los portales web. De este modo ha ido tomando bastante este tipo de aplicaciones y actualmente todavía se encuentra en continuo desarrollo.

En su libro Capitalismo de plataformas (2017), Nick Srnicek las define así:
En el nivel más general, las plataformas son infraestructuras digitales que permiten que dos o más grupos interactúen. Por lo tanto, se posicionan como intermediarios que reúnen a diferentes usuarios: clientes, anunciantes, proveedores de servicios, productores, proveedores e incluso objetos físicos. (p. 55)

## Características
Las plataformas digitales aspiran a posicionar la web como principal canal para adquirir contenidos. Entre sus características destacan:
- Son creadoras de contenidos y servicios: reúnen en diferentes proveedores, aplicaciones, servicios, contenidos y desarrolladores. Su valor crece en la medida que aumenta la oferta, tanto en cantidad como en calidad.
- Pueden ser abiertas o cerradas. Apple es la dominadora entre las plataformas cerradas o propietarias, mientras Android o varias compañías de telecomunicaciones aspiran a crear plataformas abiertas con diferentes grados de control sobre los desarrollos de terceros).
- Ofrecen un acceso preferente a contenidos premium.<meta /> Es decir, con mayor calidad de contenidos, ancho de banda, resolución, interfaz, etc.
- Son multe apoyo y multicanal. Permite el acceso a través de web, móviles, videoconsolas, televisiones conectadas a Internet, etc.
- Dan más control de los contenidos y de sus derechos de propiedad intelectual y uso a los proveedores, además de reunir más datos de los clientes y son gestoras del usuario final.
- Negocio de pago por acceso o cobro por contenidos: conviven varios modelos de negocio con pago por contenidos, suscripciones de acceso, micropagos, licencias por contenidos asociados a equipos y apoyos, etc.
- Permiten el acceso a paquetes de contenidos o servicios: ninguna plataforma se contenta con una única oferta, los contenidos se rentabilizan en paquetes (como la televisión de pago), como también los servicios (los paquetes de internet, fijo, móvil y TV de pago de las operadoras de telecomunicaciones).[5]

## Ventajas y desventajas de las plataformas digitales

### Ventajas
- Autonomía de publicación y producción a la red de recursos y contenidos por parte de los participantes.
- Permiten alojar información para que los otros usuarios las obtengan.
- Acceder a diferentes tipos de información mediante un login.
- Interfaces de conexión con varios usuarios.
- Facilidad a los usuarios de incorporarse en el llamado Teletrabajo.
- Utilización desde cualquier parte del mundo.

### Desventajas
Todos los procesos académicos, requieren de un autoaprendizaje continuo, por lo tanto la única desventaja propia, es el desconocimiento de las herramientas de su funcionamiento.
Además también podemos considerar que algunos de sus desventajas son:
- La lenta velocidad de carga para la transmisión de datos.
- No-interacción directa con un usuario.
- Poca privacidad con nuestros archivos.

## Diferentes comercializaciones dentro de una plataforma
Cada proveedor determina su modelo de negocio dentro de la plataforma, desde la oferta gratuita, de pago una única vez. El acceso a los contenidos a través de plataformas tecnológicas o de redes sociales son los nuevos modelos que se abren para el futuro. En ellos, la web pierde la centralidad de la cual ha disfrutado en los últimos años y se usa la infraestructura de Internet para construir redes inteligentes donde la neutralidad de la red se sustituye por una mayor oferta, más transparente, con diferentes precios de acceso en función de los contenidos y servicios contratados.
Se avanza de la Internet abierta y gratuita de los últimos años a un modelo de plataformas en busca de aumentar el negocio digital para operadoras, fabricantes, grandes de Internet y medios.

## Tipo de plataformas digitales

### Plataformas educativas
Las plataformas didácticas tecnológicas, o plataformas telemáticas, son desarrollos informáticos que buscan representar la acción educativa en su conjunto.

### Plataformas sociales y de publicación

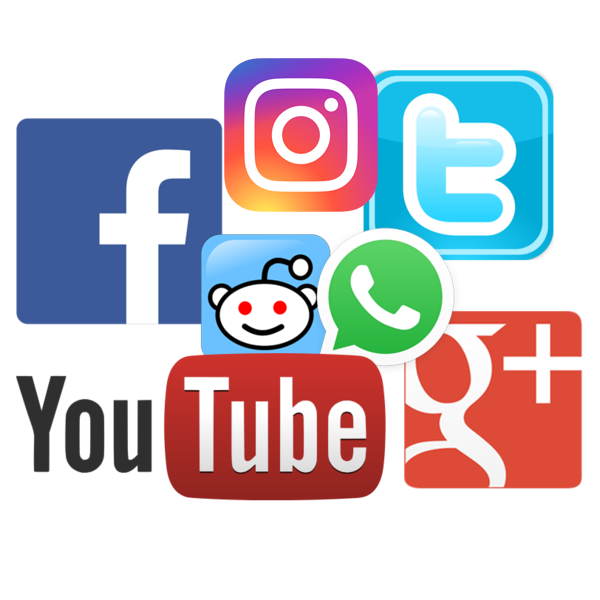
Principales redes sociales.

Un servicio de red social (en inglés: social networking service), también conocido como medio social o simplemente como red social, es una plataforma digital que permite establecer contacto con otras personas por medio de un sitio web u otra aplicación informática. Está conformado por un conjunto de equipos, servidores, programas, conductores, transmisores, receptores, y sobre todo por personas que comparten alguna relación, principalmente de amistad y mantienen intereses y actividades en común o se encuentran interesados en explorar los intereses y las actividades de otros usuarios.
Generalmente, las redes sociales se usan para la comunicación con personas sin importar el país de donde sean y sin las limitaciones convencionales del correo electrónico o las llamadas telefónicas y videoconferencias, en los cuales aunque existen servicios que permiten conversaciones grupales, no otorgan el tiempo, el espacio o determinadas herramientas que disponen los servicios de redes sociales.

### Plataformas audiovisuales
El streaming (AFI: [(e)sˈtɾimiŋ]) es la distribución digital de contenido multimedia a través de una red de computadoras, de manera que el usuario utiliza el producto a la vez que se descarga. Consiste de una corriente continua de audio o video que fluye sin interrupción.
Este tipo de tecnología funciona mediante un búfer de datos que va almacenando el flujo de descarga en la estación del usuario para mostrarle de inmediato el material descargado. Esto se contrapone al mecanismo de descarga de archivos, que requiere que el usuario descargue los archivos por completo para poder acceder al contenido.

### Economía colaborativa
La Economía colaborativa, también llamada economía compartida (del inglés *sharing economy*) o  economía de intercambio, es un término general sin una definición clara.  Es un término que se usa para referirse de una forma amplia a un nuevo conjunto de modelos de negocio que están basados en compartir recursos privados subutilizados para obtener beneficios tanto económicos como no-económicos, y que puede presentarse en modelos con relaciones entre iguales (Peer-to-Peer o Business-to-Business) o en modelos con relaciones negocio/empresa a consumidor ('Business-to-Consumer').
Compartir no es una fenómeno nuevo. Sin embargo, el crecimiento actual se basa en que la aparición y utilización de Internet y de las plataformas digitales que la facilitan enormemente. Las plataformas que la facilitan, por el pago de un precio, conllevan resultados de muy alto impacto en la economía.
Podríamos decir que la economía colaborativa es aquella que permite utilizar, compartir, intercambiar o invertir recursos o bienes, pudiendo existir o no una contraprestación monetaria entre los usuarios, y que puede estar conformada por aquellos modelos de producción, consumo o financiación que se basan en la intermediación entre la oferta y la demanda generada en relaciones entre iguales (P2P o B2B), o bien de particular a profesional, a través de plataformas digitales que no prestan el servicio subyacente, generando un mayor aprovechamiento de los bienes y recursos existentes pero infrautilizados.
El término economía colaborativa es un término paraguas para un amplio conjunto de servicios, actividades y negocios en los que se involucran diversos desarrollos y tecnologías y que fomentan el compartir el acceso y el consumo de bienes y servicios a través de